# アナスタシア・ラコヴァ
アナスタシア・ヴラジーミロヴナ・ラコヴァ（露: Анастасия Владимировна Ракова, 英: Anastasia Vladimirovna Rakova, 1976年2月8日 - ）は、ロシアの政治家である。「ラコヴァ」は「ラコワ」とも表記される。
チュメニ州のハンティ・マンシ民族管区（現在のハンティ・マンシ自治管区・ユグラ）のハンティ・マンシースクに生まれる。父親は、チュメニ地域の自動車業界協会や自動車運転者組合の長であり、2000年代初頭に大佐を引退した。
ラコヴァは、チュメニ大学に入学し、1998年に法学の学位を取得して同大学の「国家と法研究所」を卒業し、2年後の2000年には財務および信用取引の学位を取得して同研究所を卒業している。
1998年から2年間、ハンティ・マンシ自治管区のロシア国家院の組織に勤務した。2000年5月、憲法の制定や行政立法、行政管理に関して法的な審査を行う部門の長に任命される。2005年6月2日、チュメニ地域の知事のオフィスにおける主任スタッフとなる。
2006年の初めにモスクワに移り、ロシア大統領府において、政権の事務局の副長官を2008年まで務める。2008年の初めからドミートリー・メドヴェージェフの選挙本部で働き、同年6月16日、地域開発副大臣に任命される。ラコヴァは、2008年より政党「統一ロシア」に所属している。
2009年2月20日、政府の法務部長に任命される。同年10月30日、当時首相であったウラジーミル・プーチンにより、政府の副首席補佐官に任命される。2010年10月26日、モスクワの副市長に任命される。2013年、ノーボスチ通信やインテルファクス通信などが共同で発表した、2012年のロシアで最も影響力のあった女性のランキングで22位にランクインしている。2014年、アガニョークやインテルファクス通信などが共同で発表した「影響力のあるロシアの女性ランキング」で13位にランクインしている。